# Matilda Abramo

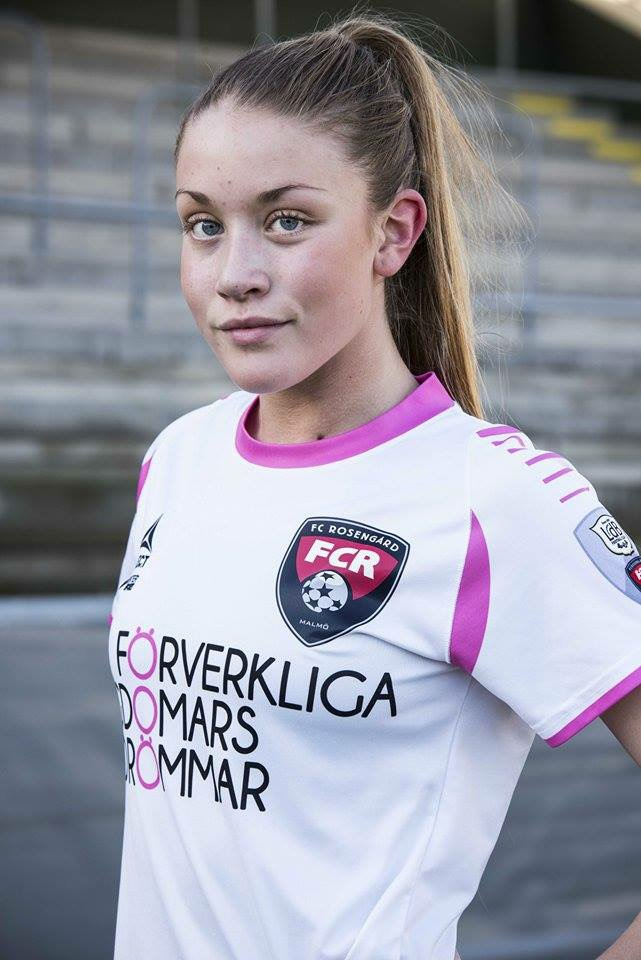
Matilda Abramo.

Matilda Abramo, född 17 september 1998 i Vellinge, är en professionell fotbollsspelare som sedan september 2018 spelar för Apollon Ladies F.C. i den cypriotiska högsta ligan. Hon började sin karriär i Vellinge IF och 2014 började hon spela för FC Rosengård.
Abramo blev i maj 2019 cypriotisk mästarinna med sitt Apollon Ladies FC. I maj 2020 blev Abramo cypriotisk mästarinna för andra gången då Apollon Ladies utropades till mästare. Efter ett skadedrabbad säsong 20/21 avslutade Abramo på plan och blev i slutet av mars cypriotisk mästarinna för tredje gången. Säsongen 21/22 blev Abramo ligamästare för fjärde gången med Apollon. Denna säsong vann de även supercupen och cypriotiska cupen.
Abramo har även spelat i det italienska U-19 landslaget, eftersom hon har dubbelt medborgarskap, svenskt och italienskt.